# Saint-Hilaire-sous-Romilly
Saint-Hilaire-sous-Romilly è un comune francese di 407 abitanti situato nel dipartimento dell'Aube nella regione del Grand Est.

## Società

### Evoluzione demografica
Abitanti censiti